# Caecilia Metella (Gattin Sullas)
Caecilia Metella († 81 v. Chr.) war ein Mitglied des altrömischen Plebejergeschlechts der Caecilier und in zweiter Ehe von 88 bis 81 v. Chr. mit Lucius Cornelius Sulla Felix verheiratet.

## Leben
Caecilia Metella war eine Tochter des Lucius Caecilius Metellus Delmaticus, der 119 v. Chr. das Konsulat innehatte. Ihr erster Gatte war der Konsul von 115 v. Chr., Marcus Aemilius Scaurus der Ältere († 88 v. Chr.). Dieser Verbindung entstammten zwei Söhne, u. a. der vom Redner Marcus Tullius Cicero 54 v. Chr. erfolgreich verteidigte Marcus Aemilius Scaurus der Jüngere, sowie die Tochter Aemilia Scaura, die in zweiter Ehe mit Gnaeus Pompeius Magnus vermählt wurde.
Um sich nach Antritt des Konsulats 88 v. Chr. die Unterstützung des mächtigen Hauses der Meteller zu sichern, trennte sich Sulla von seiner dritten Gemahlin Cloelia und ging wenige Tage darauf eine vierte Ehe mit der frisch verwitweten Caecilia Metella ein. Diese Heirat wurde vom Volk mit Spottliedern bedacht und stieß auch bei vielen adligen Römern auf Missfallen. Erst von Caecilia Metella bekam Sulla männliche Nachkommen. Zwar starb ein Sohn noch vor seiner Mutter, doch gingen aus der Ehe auch die Zwillinge Faustus Cornelius Sulla und Cornelia Fausta hervor. 87 v. Chr. übernahm Sulla den Oberbefehl im Ersten Mithridatischen Krieg gegen den pontischen König Mithridates VI. In der Zwischenzeit ergriffen seine innenpolitischen Feinde, Gaius Marius und Lucius Cornelius Cinna, in Rom die Macht. Aus Angst vor Cinna flüchtete Caecilia Metella 86 v. Chr. aus der Hauptstadt und begab sich zu ihrem noch im Krieg befindlichen Gatten nach Griechenland. Sulla belagerte damals Athen, dessen Einwohner und vor allem der Tyrann Aristion Caecilia Metella von den Mauern herab verhöhnten. Zur Vergeltung bestrafte der erzürnte römische Feldherr die Athener nach der Erstürmung ihrer Stadt hart.
Als Sulla wieder nach Italien zurückkehrte, ersuchte das Volk Caecilia Metella, ihren Gemahl dahingehend zu bereden, dass er Milde walten ließe. 81 v. Chr. feierte Sulla seinen Triumph. Zu diesem Zeitpunkt zog sich Caecilia Metella eine tödliche Krankheit zu. Der Diktator war so abergläubisch, dass er sich von ihr trennte und sie aus seines Hauses verwies. Nach ihrem Ableben ließ er sie aber in einer prunkvollen Begräbniszeremonie beisetzen.